# Astarte smithii
Astarte smithii är en musselart som beskrevs av Dall 1886. Astarte smithii ingår i släktet Astarte och familjen Astartidae. Inga underarter finns listade i Catalogue of Life.